# تاراجي بيندا هينسون
تاراجي بيندا هينسون (بالإنجليزية: Taraji Penda Henson) وهي ممثلة و مغنية أمريكية ولدت في يوم 11 سبتمبر 1970 في عاصمة الولايات المتحدة واشنطن العاصمة مثلت في فلم حبيبي الولد وفي مسلسل بيرسون أوف إنترست.

## الأعمال
- رالف يدمر الإنترنت

## روابط خارجية
- تاراجي بيندا هينسون على موقع IMDb (الإنجليزية)
- تاراجي بيندا هينسون على موقع الموسوعة البريطانية (الإنجليزية)
- تاراجي بيندا هينسون على موقع روتن توميتوز (الإنجليزية)
- تاراجي بيندا هينسون على موقع ألو سيني (الفرنسية)
- تاراجي بيندا هينسون على موقع ميوزك برينز (الإنجليزية)
- تاراجي بيندا هينسون على موقع أول موفي (الإنجليزية)
- تاراجي بيندا هينسون على موقع بوكس أوفيس موجو (الإنجليزية)
- تاراجي بيندا هينسون على موقع قاعدة بيانات الأفلام السويدية (السويدية)
- تاراجي بيندا هينسون على موقع إن إن دي بي (الإنجليزية)
- تاراجي بيندا هينسون على موقع ديسكوغز (الإنجليزية)